# Monica Allgeier
Monica Rachelle Allgeier (* 29. Juni 1979 in Louisville, Kentucky) ist eine US-amerikanische Filmschauspielerin.
Allgeier wurde ab 2001 als Schauspielerin in Film und Fernsehen tätig. So spielte sie bereits in drei Folgen der Serie Scrubs – Die Anfänger als „Krankenschwester Tisdale“ mit. Sie erlangte 2005 durch die Rolle der Julie Bennet, die sie zu Beginn der 8. Staffel von Charmed – Zauberhafte Hexen verkörperte, größere Bekanntheit. 2013 hatte sie ihren letzten TV-Auftritt, insgesamt wirkte sie in 24 Produktionen mit.

## Filmografie (Auswahl)
- 2001/2005: Scrubs – Die Anfänger (Scrubs, Fernsehserie, 3 Folgen)
- 2002: American Campus – Reif für die Uni? (Undeclared, Fernsehserie, eine Folge)
- 2002: I Soldati
- 2003: Pledge of Allegiance
- 2003: Polizeibericht Los Angeles (Dragnet, Fernsehserie, eine Folge)
- 2004: Entourage (Fernsehserie, eine Folge)
- 2005: Las Vegas (Fernsehserie, eine Folge)
- 2005: Charmed – Zauberhafte Hexen (Charmed, Fernsehserie, 5 Folgen)
- 2007: Redline
- 2007: Veronica Mars (Fernsehserie, eine Folge)
- 2007: Zeit der Sehnsucht (Days of our Lives, Fernsehserie, 2 Folgen)
- 2007: Emergency Room – Die Notaufnahme (ER, Fernsehserie, eine Folge)
- 2008: Steppin: The Movie
- 2008: The House That Jack Built
- 2010: Downstream
- 2013: Rosa the Imposer (Fernsehserie, eine Folge)